# 沙亮
沙亮（？—1748年），字智公，山東東昌府冠縣（今聊城市冠縣）人。清朝回族將領。
雍正五年（1727年）丁未科武進士。改侍衛，授巡捕營守備。歷陞陝西延綏鎮標左營遊擊。乾隆十三年（1748年），沙亮從征大金川，陣亡。其事上聞，朝廷按例卹賞。廕其子沙宏傑爲官。曾任浙江衢州鎮中營守備。

## 外部連結
- 戎马一生的回族武术大师—沙亮 （页面存档备份，存于） 中國清真網